# Malá Mača
Malá Mača est un village de Slovaquie situé dans la région de Trnava.

## Histoire
La localité fut annexée par la Hongrie après le premier arbitrage de Vienne le 2 novembre 1938. En 1938, on comptait 833 habitants. Elle faisait partie du district de Galanta, en hongrois Galántai járás. Le nom de la localité avant la Seconde Guerre mondiale était Malý Mačad/Kis-Mácséd. Durant la période 1938-1945, le nom hongrois Kismácséd était d'usage. À la libération, la commune a été réintégrée dans la Tchécoslovaquie reconstituée.

## Démographie

### Évolution de la population
| Année:               | 1994. | 2004. | 2014.   | 2024.   |
| -------------------- | ----- | ----- | ------- | ------- |
| Nombre de personnes: | 0     | 600   | 598     | 607     |
| Différence:          |       | –     | -0,33 % | +1,50 % |

| Année:               | 2023. | 2024.   |
| -------------------- | ----- | ------- |
| Nombre de personnes: | 606   | 607     |
| Différence:          |       | +0,16 % |